# Agrippina (cognomen)
Agrippina was het cognomen van verscheidene vrouwelijke leden van de gens Vipsania en gens Julia.
Beroemde draagsters van dit cognomen zijn:
- Vipsania Agrippina (36 v.C.-20 n.C.), echtgenote van Tiberius, moeder van Drusus
- Vipsania Marcella Agrippina (geboren 27 v.C.)
- Vipsania Julia Agrippina (19 v.C.-28 n.C.)
- Vipsania Agrippina maior (ca. 14 v.C.-33 n.C.), echtgenote van Germanicus, moeder van Caligula en Agrippina minor
- Julia Agrippina minor (15-59), echtgenote van Claudius, moeder van Nero